# Purchasing Managers Index

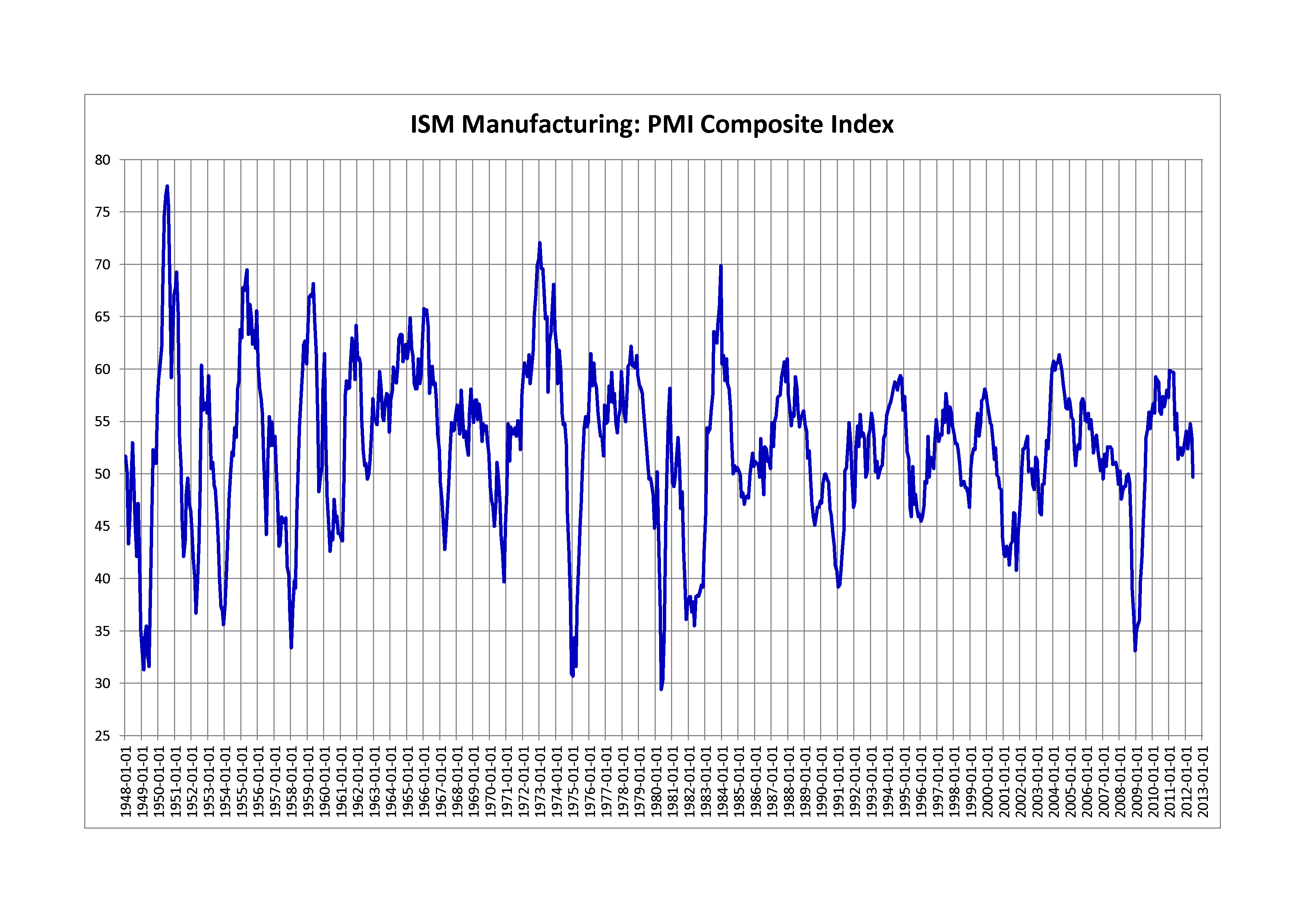
Purchasing Managers Index 1948–2012

Der Purchasing Managers Index (PMI), auch „ISM Manufacturing Index“ oder „ISM-Einkaufsmanagerindex“, ist der wichtigste und verlässlichste Frühindikator für die wirtschaftliche Aktivität in den USA. Er wird vom Institute for Supply Management (ISM), eine US-amerikanische Non-Profit-Organisation mit Sitz in Tempe (Arizona), veröffentlicht.

## Konzept
Der Purchasing Managers Index (PMI, auch ISM Manufacturing Index) ist ein gewichteter Index aus fünf von zehn Subindizes (Gewichtung in Klammern): Auftragseingang (30 Prozent), Produktion (25 Prozent), Beschäftigung (20 Prozent), erhaltene Lieferungen (15 Prozent) und Lagerbestand (10 Prozent). Für jede Antwort der Umfrage liefert der Report On Business den Prozentsatz, die Nettodifferenz zwischen der Anzahl der positiven Antworten zur Wirtschaft und der negativen Rückmeldungen sowie den Diffusionsindex (Stimmungsindikator).
Das Business Survey Committee setzt sich gemäß der Standard Industrial Classification (SIC), dem Klassifikationsschema für unterschiedliche Industriezweige, zusammen, die auf dem Anteil jeder Branche zum Bruttoinlandsprodukt (BIP) basiert. In der Standard Industrial Classification sind zwanzig Branchen aus verschiedenen geographischen Regionen der USA vertreten.
Zu den Stärken des Index gehören die aktuelle Information über die Herstelleraktivität, die Auswahl von 20 produzierenden Industrien und die Koppelung des Index an Veränderungen des BIP. Zu den Schwächen zählen die Nichterfassung der Lohn- und Gehaltskomponente sowie von technologischen Veränderungen oder Produktionseffizienz. Auch die Limitierung der Antworten auf drei Möglichkeiten (langsamer, schneller und unverändert) gehört zu den Kritikpunkten.
Der ISM Manufacturing Index (ISM-Index für das Verarbeitende Gewerbe) ist ein wichtiger und verlässlicher Frühindikator für die wirtschaftliche Aktivität in den USA. Allerdings muss berücksichtigt werden, dass die Bruttowertschöpfung des Verarbeitenden Gewerbes in den USA 2011 nur noch 12,2 Prozent des Bruttoinlandsprodukts betrug. Im März 2012 waren von 132,8 Millionen Beschäftigten außerhalb der Landwirtschaft nur 11,9 Millionen im Verarbeitenden Gewerbe beschäftigt. Dieser Wirtschaftssektor hat im BIP seit Jahrzehnten an Bedeutung verloren, was sich unter anderem in Produktionsverlagerungen ins Ausland und dem Handelsbilanzdefizit dokumentiert.

## Befragung

### Wirtschaftsbranchen
Die Umfrage basiert auf 20 verschiedenen Bereichen des verarbeitenden Gewerbes:
Nahrungsmittel, Tabak, Textil, Bekleidung, Holz und Holzprodukte, Möbel, Papier, Druckereien und Verlage, Chemische Produkte, Mineralöl, Kautschuk- und Plastikerzeugnisse, Leder, Glas, Steine und Zuschlagstoffe, Grundmetalle, Metallerzeugnisse, Industrie- und gewerbliche Ausrüstungen sowie Computer, Bauteile und elektronische Ausrüstungen, Transport und Ausrüstungen, Fotografische Geräte und Ausrüstungen.
Sonstige: Schmuck, Spielwaren, Sportausstattung, Musikinstrumente und andere.

### Themenbereiche
Die Einkaufsmanager US-amerikanischer Unternehmen werden derzeit zu folgenden zehn Themen befragt:
- Auftragseingang
- Auftragsbestand
- Auftragseingang im Export
- Importe
- Produktion
- Erhaltene Lieferungen
- Lagerbestand
- Kundenbestand
- Beschäftigung
- Preise

## Saisonbereinigung
Viele der Subindizes weisen markante Saisonmuster auf, die auf saisonale Wettereinflüsse, soziale Gegebenheiten und die unterschiedliche Zahl an Arbeitstagen oder Ferien in den einzelnen Monaten zurückzuführen sind. Zur Beurteilung konjunktureller Entwicklungstendenzen sind erst saisonbereinigte Indizes aussagekräftig. Die Saisonbereinigung des Purchasing Managers Index erfolgt in Anlehnung an das Institute for Supply Management indirekt durch die Saisonbereinigung der Subindizes. Für die Bereinigung der Zeitreihen werden für jeden Monat sogenannte Saisonfaktoren ermittelt, welche die jeweiligen Originalwerte modifizieren, um die saisonbereinigten Daten zu erhalten.

## Bewertung
Der Purchasing Managers Index (PMI) bildet die Entwicklung der US-amerikanischen Industrieproduktion ab. Ein Wert von 50 wird als neutral, ein Wert von über 50 Punkten als eine steigende und ein Wert von unter 50 Punkten als eine rückläufige Industrieproduktion angesehen. Der Index hat im Durchschnitt einen Vorlauf vor der tatsächlichen Industrieproduktion von drei bis sechs Monaten.
Die Finanzmärkte reagieren sensibel auf unerwartete Veränderungen des Index, er wird als Frühindikator für die konjunkturelle Entwicklung wie auch aufkommende Inflation empfunden. PMI, Consumer Confidence Index und University of Michigan Consumer Sentiment Index gehören wie beispielsweise auch der Case-Shiller-Index, der FHFA House Price Index oder der Ölpreis zur Gruppe der Indikatoren, deren Entwicklung die Aktienindizes erkennbar beeinflussen.

## Geschichte

### Historischer Überblick
Das Institute for Supply Management (ISM), eine US-amerikanische Non-Profit-Organisation mit Sitz in Tempe (Arizona), veröffentlicht jeweils am ersten Arbeitstag des Monats den Report On Business für die verarbeitende Industrie der USA mit dem Purchasing Managers Index (PMI) als das Kernelement. Der Bericht sammelt die Daten einer Umfrage von Einkaufsleitern von 400 Industrieunternehmen und wird, abgesehen von einer Unterbrechung während des Zweiten Weltkrieges, seit 1931 publiziert.
Das heutige Prinzip des PMI wurde 1982 von Theodore Torda, einem Ökonomen des US-Handelsministeriums, entwickelt. Früher wurde der Indikator unter dem Namen NAPM-Index publiziert. Im Mai 2001 beschlossen die Mitglieder des 1915 gegründeten nationalen Einkaufsmanagerverbands NAPM (National Association of Purchasing Management), den Namen des Verbands in Institute for Supply Management (Institut für Versorgungsmanagement) zu ändern.
Das Allzeithoch des Purchasing Managers Index wurde im Juli 1950 mit 77,5 Punkten ermittelt. Werte über 70 Punkte erzielte der Index nur noch im Dezember 1972 mit 70,5 Punkten und im Januar 1973 mit 72,1 Punkten. Im Mai 1980 markierte der PMI mit 29,4 Punkten ein Allzeittief. Im Verlauf der folgenden Rezession von 1980 bis 1982 sank das Bruttoinlandsprodukt (BIP) der USA 1982, dem Tiefpunkt des konjunkturellen Abschwungs, real um 2,0 Prozent (zum Vergleich: 1932 schrumpfte das BIP während der Weltwirtschaftskrise real um 13,0 Prozent). Die US-Arbeitslosenquote lag 1982 bei 9,7 Prozent (1932 = 23,6 Prozent) und die Anzahl der Arbeitslosen bei 10,7 Millionen (1932 = 12,1 Millionen).
Werte von knapp über 30 Punkten erzielte der Index im Dezember 1974 mit 30,9 Punkten, im Januar 1975 mit 30,7 Punkten und im Juni 1980 mit 30,3 Punkten. Die wirtschaftliche Erholung nach der Rezession 1990 bis 1991 prophezeite der Index zwei Monate im Voraus, die Erholung von 1999 (Ende der Asienkrise) vier Monate vorher. Im Dezember 2008 sank der Purchasing Managers Index mit 33,1 Punkten auf den tiefsten Stand seit Juni 1980. Mit der Erholung der US-Wirtschaft stieg auch der PMI. Im Januar 2011 wurde ein Wert von 59,9 Punkten ermittelt.
Im November 2012 fiel der Purchasing Managers Index mit 49,5 Punkten auf das Niveau von Juli 2009. Das Barometer lag damit erstmals seit August 2012 wieder unter der Wachstumsschwelle von 50 Punkten. Die Sorge vor einem Einbruch der US-Konjunktur und dem erneuten Rückfall in die Rezession, auch Double-Dip genannt, nahm zu.

### Jährliche Entwicklung
Die Daten des Purchasing Managers Index werden vom Institute for Supply Management monatlich nicht berichtigt. Eine Revision wird am Jahresanfang, meistens für mehrere Jahre durchgeführt, nachdem das Handelsministerium der Vereinigten Staaten die saisonale Bereinigung mit unterstützt hat. Die folgende Tabelle zeigt die jährlichen Höchst- und Tiefststände des bis 1948 zurückgerechneten PMI.
| Jahr  | Höchststand | Tiefststand | Schlussstand |
| ----- | ----------- | ----------- | ------------ |
| 1948  | 53,0        | 35,0        | 35,0         |
| 1949  | 57,3        | 31,3        | 57,3         |
| 1950  | 77,5        | 59,1        | 67,1         |
| 1951  | 69,3        | 42,1        | 46,5         |
| 1952  | 60,4        | 36,7        | 55,8         |
| 1953  | 59,4        | 35,6        | 35,6         |
| 1954  | 63,8        | 37,4        | 63,8         |
| 1955  | 69,5        | 62,0        | 65,6         |
| 1956  | 60,2        | 44,2        | 52,7         |
| 1957  | 53,6        | 36,8        | 36,8         |
| 1958  | 62,7        | 33,4        | 60,5         |
| 1959  | 68,2        | 48,3        | 58,2         |
| 1960  | 61,5        | 42,6        | 44,3         |
| 1961  | 64,2        | 43,6        | 64,2         |
| 1962  | 61,1        | 49,5        | 57,2         |
| 1963  | 59,8        | 54,0        | 54,0         |
| 1964  | 63,3        | 57,1        | 62,4         |
| 1965  | 64,9        | 58,1        | 62,8         |
| 1966  | 65,8        | 52,4        | 52,4         |
| 1967  | 55,6        | 42,8        | 55,6         |
| 1968  | 58,1        | 51,8        | 56,1         |
| 1969  | 57,1        | 52,0        | 52,0         |
| 1970  | 51,1        | 39,7        | 45,4         |
| 1971  | 57,6        | 47,9        | 57,6         |
| 1972  | 70,5        | 58,6        | 70,5         |
| 1973  | 72,1        | 57,8        | 63,6         |
| 1974  | 62,1        | 30,9        | 30,9         |
| 1975  | 55,5        | 30,7        | 54,9         |
| 1976  | 61,5        | 51,7        | 56,6         |
| 1977  | 59,8        | 53,9        | 59,8         |
| 1978  | 62,2        | 55,0        | 59,4         |
| 1979  | 58,5        | 44,8        | 44,8         |
| 1980  | 58,2        | 29,4        | 53,0         |
| 1981  | 53,5        | 36,1        | 37,8         |
| 1982  | 42,8        | 35,5        | 42,8         |
| 1983  | 69,9        | 46,0        | 69,9         |
| 1984  | 61,3        | 50,0        | 50,6         |
| 1985  | 52,0        | 47,1        | 50,7         |
| 1986  | 53,4        | 48,0        | 50,5         |
| 1987  | 61,0        | 52,6        | 61,0         |
| 1988  | 59,3        | 54,6        | 56,0         |
| 1989  | 54,7        | 45,1        | 47,4         |
| 1990  | 50,0        | 40,8        | 40,8         |
| 1991  | 54,9        | 39,2        | 46,8         |
| 1992  | 55,7        | 47,3        | 54,2         |
| 1993  | 55,8        | 49,6        | 55,6         |
| 1994  | 59,4        | 56,0        | 56,1         |
| 1995  | 57,4        | 45,9        | 46,2         |
| 1996  | 55,2        | 45,5        | 55,2         |
| 1997  | 57,7        | 53,1        | 54,5         |
| 1998  | 53,8        | 46,8        | 46,8         |
| 1999  | 58,1        | 50,6        | 57,8         |
| 2000  | 56,7        | 43,9        | 43,9         |
| 2001  | 46,3        | 40,8        | 45,3         |
| 2002  | 53,6        | 47,5        | 51,6         |
| 2003  | 60,1        | 46,1        | 60,1         |
| 2004  | 61,4        | 56,2        | 57,2         |
| 2005  | 56,8        | 50,8        | 55,1         |
| 2006  | 55,8        | 50,3        | 51,4         |
| 2007  | 52,6        | 49,0        | 49,0         |
| 2008  | 50,3        | 33,1        | 33,1         |
| 2009  | 55,8        | 34,9        | 55,8         |
| 2010  | 59,3        | 55,7        | 57,3         |
| 2011  | 59,9        | 51,4        | 53,1         |
| 2012¹ | 54,8        | 49,5        | 50,7         |

¹ 31. Dezember 2012

## VR China
In der VR China ermittelt das staatliche Statistikamt monatlich einen Industrie-PMI und PMIs für einige Branchen. 
Der PMI brach im Februar 2020 wegen der grassierenden Coronavirus-Epidemie ein (von 50 Punkten im Januar 2020 auf 35,7 Punkte).